# بهاءالدین بامشاد
بهاءالدین بامشاد رئیس اسبق هنرستان عالی موسیقی و موسیقی‌دان ایرانی بود.

## زندگی هنری
بهاءالدین بامشاد فارغ‌التحصیل دوره اول مدرسه موسیقیِ علینقی وزیری بود. در سال ۱۳۳۰ با مهاجرت روبیک گریگوریان به آمریکا مدتی حشمت سنجری و «شمس‌الدین بهبهانی» مدیریت امور هنرستان عالی موسیقی را بر عهده گرفتند در این زمان بهاءالدین بامشاد، معاونت هنرستان را در اختیار گرفت. در سال ۱۳۳۱ حکم ریاست هنرستان عالی موسیقی به او تفویض شد که تا سال ۱۳۳۵ به طول انجامید.
در سال ۱۳۳۵ در اداره کل هنرهای زیبای کشور واحدی به نام «اداره فرهنگ عامه» تشکیل شد و بهاءالدین بامشاد به ریاست آن منصوب شد. مقاله ای با عنوان «گوشه‌های هفت دستگاه» در آذر سال ۱۳۳۷ به قلم بهاءالدین بامشاد در مجله موسیقی شماره ۲۷ به چاپ رسیده‌است.

## هنرستان عالی موسیقی در زمان ریاست بامشاد
در زمان اداره امور هنرستان توسط بهاءالدین بامشاد اقدامات مهمی انجام گرفت از آن جمله می‌توان به موارد زیر اشاره کرد:
تقسیم‌بندی هنرستان عالی موسیقی به ۳ دورهٔ ابتدایی، متوسطه و عالی
در دوره ابتدایی علاوه بر دروس معمولی، درس‌های مقدماتی موسیقی به صورت علمی و عملی تدریس می‌شد.
دورهٔ متوسطه به ۲ دورهٔ تقسیم شد که شامل آموزش ویلن، ویلن آلتو، ویلنسل، کنترباس، فلوت، ابوا، قره نی (کلارینت)، باسون، کر (هورن)، پیانو، ترومپت، ترومبون، هارپ، سازهای کوبه ای، آواز و هارمونی تخصصی می‌شد.
دورهٔ عالی هنرستان برای رشته کمپوزیسیون (آهنگسازی) ۴ سال و برای سایر رشته‌ها ۳ سال تعیین شد. رشته‌های تخصصی این دوره شامل آواز، موسیق نظامی، رهبری ارکستر، آهنگسازی و ساز تخصصی بود.
در سال تحصیلی ۳۴–۱۳۳۳ تعداد دانش آموزان هنرستان عالی موسیقی به ۳۵۰ نفر رسید. ازاین تعداد حدود ۱۵۰ نفر در دورهٔ ابتدایی، ۱۷۰ نفر در دورهٔ متوسطه و حدود ۳۰ نفر در دورهٔ عالی مشغول به تحصیل بودند. حدود ۶۰ نفر نیز از هنرجویان رشته موسیقی نظامی بودند. تعداد مدرسان و استادان هنرستان در این دوره، در حدود ۴۰ نفر بود.
از اقدامات دیگر در دوره ریاست بامشاد، تشکیل کلاس‌های شبانه در هنرستان بود. در این کلاس‌ها رشته‌های مختلف موسیقی نظیر: تئوری موسیقی، سلفژ، دیکته موسیقی، هارمونی، کنترپوان و فوگ و ساز به هنرجویان آموزش داده می‌شد.
در سال تحصیلی ۳۵–۱۳۳۴ تغیرات جدیدی در اساسنامه هنرستان ایجاد شد که به شرح زیر است:
هنرستان از یک بخش «تهیه» و ۲ بخش «متوسطه» و «عالی» (کنسرواتوار) تشکیل شد. بخش تهیه به منظور آماده کردن هنرجو برای ورود به کنسرواتوار بود و شامل کلاس‌های چهارم، پنجم و ششم ابتدایی می‌شد.
دوره متوسطه شامل ۲ قسمت «سیکل اول» و «سیکل دوم» بود. در سیکل اول متوسطه از ساعات تدریس درس‌های غیر موسیقی کاسته و به ساعات درس‌های موسیقی اضافه شد.
در سیکل دوم متوسطه فقط دروس موسیقی آموزش داده می‌شد. در درس‌های دوره عالی تجدید نظر شده و درس‌های جدیدی به آن اضافه شد، به‌طور مثال در رشته آهنگسازی درس «تمرین‌های ضربی» حذف شده و ادبیات فارسی و تلفیق شعر و موسیقی جایگزین شد. هنرجو با گذراندن دروس: هارمونی عمومی، استاتیک و فرم موسیقی، تاریخ موسیقی، سازشناسی، آکوستیک، روانشناسی، پیانو اجباری و ساز تخصصی، دورهٔ دوم متوسطه را طی ۲ الی ۴ سال می‌گذراند و مدرک دیپلم را اخذ می‌نمود.
در فروردین سال ۱۳۳۵ با کناره‌گیری بهاءالدین بامشاد، گیتی امیرخسروی به ریاست هنرستان عالی موسیقی انتخاب شد. در این زمان «پاشا اشرفی» و «بهاءالدین بامشاد» به سمت معاونت فنی و اداری هنرستان منصوب شدند.